# Bonnard
Bonnard é uma comuna francesa na região administrativa de Borgonha-Franco-Condado, no departamento de Yonne. Estende-se por uma área de 4,01 km². Em 2010 a comuna tinha 882 habitantes (densidade: 220 hab./km²).